# Marinus Kraus
Marinus Kraus (Oberaudorf, 13 februari 1991) is een Duitse schansspringer.

## Carrière
Kraus maakte zijn wereldbekerdebuut op 26 januari 2013 in Vikersund, een week na zijn debuut scoorde hij in Harrachov zijn eerste wereldbekerpunten. Op 24 november 2013 behaalde de Duitser in Klingenthal zijn eerste toptienklassering in een wereldbekerwedstrijd, vijf dagen later stond Kraus in Kuusamo voor de eerste maal in zijn carrière op het podium.
Bij het schansspringen op de Olympische Winterspelen 2014 won Marinus Kraus namens Duitsland de gouden medaille in de landenwedstrijd. Individueel eindigde hij op 6e plaats op de grote schans.

## Resultaten

### Olympische Winterspelen
| Jaar | Plaats | Resultaten            |
| ---- | ------ | --------------------- |
| 2014 | Sotsji | 6e HS140 · Team HS140 |

### Wereldkampioenschappen
| Jaar | Plaats | Resultaten     |
| ---- | ------ | -------------- |
| 2015 | Falun  | 10e Team HS100 |

### Wereldbeker
Eindklasseringen
| Seizoen   | Algm | SV  | 4S  |
| --------- | ---- | --- | --- |
| 2012/2013 | 63e  | 45e | 17e |
| 2013/2014 | 16e  | 17e | 12e |
| 2014/2015 | 22e  | 30e | 52e |
| 2015/2016 | 41e  | -   | –   |

### Grand-Prix
Eindklasseringen
| Jaar | Plaats |
| ---- | ------ |
| 2013 | 39e    |
| 2015 | 27e    |
| 2015 | 60e    |